# United Defense M42
A United Defense M42, às vezes conhecida como Marlin em homenagem à empresa que fez a fabricação, foi uma submetralhadora americana usada durante a Segunda Guerra Mundial. Foi produzida de 1942 a 1943 pela United Defense Supply Corp. para possível emissão como substituta da submetralhadora Thompson e foi usada por agentes do Escritório de Serviços Estratégicos (OSS). No entanto, seu uso foi limitado, e a Thompson continuou em serviço até o final da guerra, ao lado da submetralhadora M3, que foi projetada na mesma época que a M42.

## História

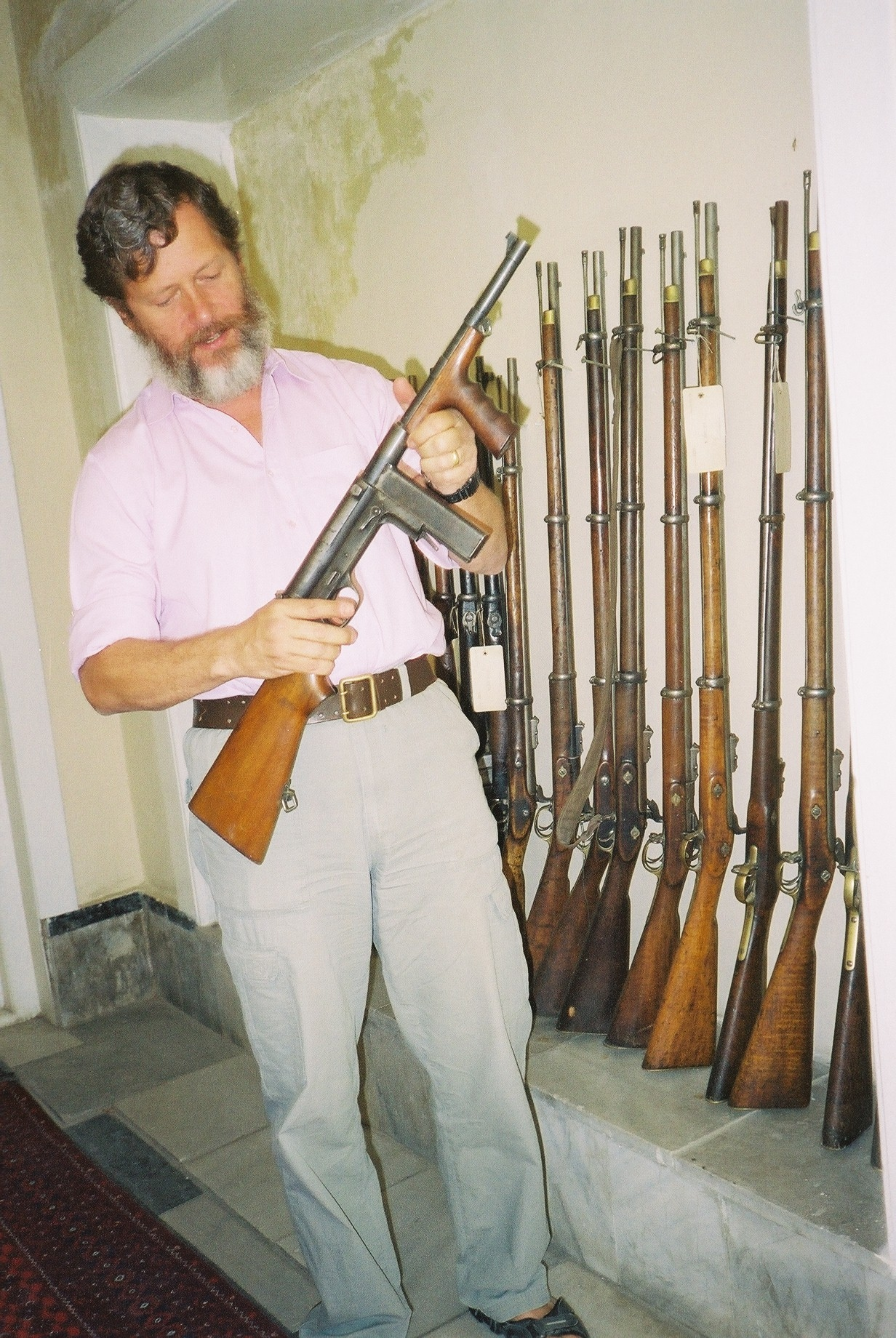
Um repórter da BBC inspecionando uma M42 em Cabul, 2005.

A submetralhadora M42 foi projetada por Carl G. Swebilius da High Standard Manufacturing Company em 1940. Quando a High Standard foi encarregada de produzir metralhadoras .50 Browning para o governo britânico, o desenvolvimento da submetralhadora foi administrado pela United Defense Supply Corporation fundada por Pope e Jackson da British Purchasing Commission. A United Defense não tinha capacidade de fabricação, então contratou a Marlin Firearms para construir a M42.
A UD M42 foi promovida como uma substituta da submetralhadora Thompson, que os militares dos EUA consideravam cara e complicada de produzir. Os primeiros modelos de carregadores de tambor da Thompson eram pesados e faziam barulho quando os soldados se moviam com a arma. Fabricada nos protótipos de 9×19mm Parabellum e de .45 ACP, a versão de 9mm foi a única a ter ampla produção. Cerca de 15.000 foram produzidas nos últimos três anos da Segunda Guerra Mundial. Apenas seis protótipos de armas de teste de calibre .45 ACP foram fabricados.
A arma tem capacidade para 25 cartuchos de 9 mm em seu carregador (desenhado por John E. Owsley, coberto pela patente 2.289.067). Tem uma cadência cíclica de 700 tiros por minuto. Frequentemente, dois carregadores de 25 cartuchos eram soldados frente a frente, permitindo uma recarga rápida quando o primeiro ficava vazio. No entanto, assim como usar a submetralhadora Sten, os combatentes da resistência foram instruídos a disparar em rajadas curtas ao disparar em modo automático para reduzir o risco de sobrecarregar a arma que causaria emperramento e, em geral, mantê-la em boas condições. Eles também foram fortemente aconselhados a manter o carregador duplo livre de grama, lama, sujeira e quaisquer outros detritos devido ao risco de emperramento. A arma em si pesa 4,54 kg quando vazia, com comprimento de 820 mm. O comprimento do cano é de 279 mm e possui estriamento direito de seis ranhuras.
Com um projeto extremamente simples, era uma arma de fogo seletivo e de blowback direto. Foi construída sob condições de guerra "apressadas" e algumas de suas falhas de projeto decorrem dessa abordagem. Os problemas com a arma foram variados. Em condições de combate, descobriu-se que os carregadores de chapa metálica tinham tendência a deformar-se, causando problemas de alimentação. Eles tinham pouca tolerância à exposição a grandes quantidades de lama e areia e tendiam a emperrar se não fossem limpos regularmente. A produção da arma também exigia muito trabalho. Ela usava todas as peças usinadas, sem estampas e, em condições de guerra, o trabalho com máquinas é valioso. No entanto, testes de solo mostraram que era mais fácil de desmontar e manter em campo do que a Thompson ou a Sten Mark II e era mais precisa em 100 jardas. Apesar de seu custo e precisão, a UD M42 gozava de boa reputação no uso do OSS e da resistência.
O Departamento de Guerra estava interessado em comprar grandes quantidades da M42, mas devido a complicadas questões legais, direitos de fabricação e royalties, apenas 15.000 unidades foram adquiridas. A submetralhadora M42 foi classificada como um padrão substituto quando a submetralhadora M3 foi introduzida. Afirma-se frequentemente que utilizava carregadores de 20 cartuchos, que foram utilizados em protótipos de .45 ACP, mas apenas carregadores de 25 cartuchos foram utilizados na versão de produção de 9 mm.

## Uso operacional
Destinada ao uso pelas tropas dos EUA na época de seu projeto, ele achou mais favorável ser lançado por via aérea para forças partidárias na Europa ocupada. A arma foi lançada por via aérea para abastecer as forças partidárias lideradas pelos britânicos na ilha de Creta, onde foi amplamente utilizada. Também foi utilizada entre as forças partidárias da Resistência italiana, belga, holandesa, dinamarquesa, norueguesa e francesa. Pelo menos 4.000 enviadas para instalações da Marinha dos Estados Unidos no Extremo Oriente foram transferidas para as forças regulares de resistência de Dai Li na China para uso contra a invasão japonesa; e alguns soldados comunistas chineses posteriormente equipados. A United Defense M42 foi emitida para uso pelas tropas filipinas sob o Exército Filipino e a Polícia Filipina durante a Segunda Guerra Mundial, de 1942 até a era pós-Segunda Guerra Mundial até a década de 1960 e foi usada pelos guerrilheiros locais reconhecidos de 1942 a 1945 durante a Ocupação Japonesa. Na Europa, o uso do calibre 9mm permitiu que as forças de resistência usassem munições alemãs capturadas nas suas armas, eliminando a necessidade de repetidos fornecimentos.
No geral, a arma falhou em sua função pretendida (substituir a Thompson), mas provou ser eficaz em uso limitado nas mãos das forças de resistência.

## Operadores
- República da China[5]
- China[5]
- Tchecoslováquia: 100 peças de suprimentos dos EUA usadas pelo exército insurgente e partisans durante a Revolta Nacional Eslovaca
- França: Fornecida às Forças Francesas do Interior.[6]
  - França de Vichy: Pequeno número de exemplares capturados emitidos para a Milice française[7]
- Bélgica: Fornecida à Resistência Belga durante a 2ª Guerra Mundial.
- Itália: Fornecida aos partisans italianos durante a campanha italiana da 2ª Guerra Mundial[8]
- Países Baixos: Fornecida à resistência holandesa durante a 2ª Guerra Mundial.[5]
- Filipinas: Usada pelo Exército e Polícia Filipinos durante a Segunda Guerra Mundial e a era pós-guerra de 1942 a 1960 e usada novamente pelos guerrilheiros locais reconhecidos de 1942 a 1945 durante a Segunda Guerra Mundial.
- Polónia: 152 peças entregues em 1943 e 208 peças entregues em 1944 ao Armia Krajowa pela aviação aliada do Norte de África e Itália
- Estados Unidos[5]
- Partisans iugoslavos: Fornecida pelo OSS.[9]
- Exército Republicano Irlandês Provisório: Fornecida ao IRA pelo grupo cipriota grego EOKA.[10]